# Dicypellium manausense
Dicypellium manausense là loài thực vật có hoa trong họ Nguyệt quế. Loài này được W.A.Rodrigues miêu tả khoa học đầu tiên năm 1968.